# Olympique Gymnaste Club de Niza
Olympique Gymnaste Club de Nice  abreviado como O. G. C. Nice o también conocido por parte de la comunidad hispanohablante como O. G. C. Niza, es un club de fútbol francés, de la ciudad de Niza en Provenza-Alpes-Costa Azul. Fue fundado en 1904 y juega en la Ligue 1 de Francia.

## Historia
El OGC Nice fue fundado el 9 de julio de 1904 con el nombre de Gymnaste Club como un club de Gimnasia. EL 6 de julio de 1908 se crea la sección de fútbol. El 22 de diciembre de 1924 el club se fusiona con otro equipo de la ciudad, el Gallia Football Athlétic Club de Nice, y el nuevo equipo se cambiará el nombre por el de Olympique Gymnaste Club de Nice . En 1932 el equipo se vuelve profesional.
En 1951 el equipo gana su primera Liga. Su último logro importante fue la obtención de la Copa de Francia en 1997.
Con el objetivo de llevarlo a grandes metas deportivas en Francia y Europa, la multinacional`británica de productos químicos Ineos compró el equipo en agosto de 2019, por un valor de mercado de 100 millones de euros.

## Uniforme
- Uniforme titular: Camiseta con líneas verticales rojas y negras, pantalón negro y medias negras.
- Uniforme alternativo: Camiseta blanca, pantalón blanco y medias blancas.
- Tercer uniforme: Camiseta azul, pantalón negro y medias negras.

En un principio el color del equipo era el amarillo y el azul, hasta que en 1910 el club jugó un torneo contra el AC Milan. En ese partido el AC Milan prestó el uniforme (camiseta roji-negra) al Niza, ya que el equipo se había olvidado las equipaciones en Francia. El equipo decide entonces que esos serán sus colores.

### Evolución del uniforme
| 2016-17 | 2017-18 | 2018-19 | 2019-20 | 2020-21 | 2021-22 | 2022-23 | 2023-24 | 2024-25 |

### Patrocinio
| Periodo       | Proveedor      |
| ------------- | -------------- |
| 1968-1982     | Le Coq Sportif |
| 1982-1993     | Puma           |
| 1993-1995     | Lotto          |
| 1995-1998     | Adidas         |
| 1998-2002     | Lotto          |
| 2002-2007     | Puma           |
| 2007-2011     | Lotto          |
| 2011-2016     | Burrda         |
| 2016-2023     | Macron         |
| 2023-presente | Le Coq Sportif |

| Periodo       | Patrocinador                          |
| ------------- | ------------------------------------- |
| 1976-1982     | JVC                                   |
| 1982-1984     | Michel Bachoz                         |
| 1984-1985     | Le Geant Du Meuble                    |
| 1985-1986     | RMC/Canal+                            |
| 1986-1987     | RMC/Orly                              |
| 1987-1989     | Tony Boy/Les Menires                  |
| 1989-1990     | Crit Intérim                          |
| 1990-1991     | Groupe VDM                            |
| 1991-1992     | Agfa                                  |
| 1992-1993     | Bobcat                                |
| 1993-1995     | Bobcat/ Sogeres                       |
| 1995-1997     | Bobcat                                |
| 1997-1998     | Fedcominvest                          |
| 2000-2002     | Ogcnice.fr                            |
| 2002-2003     | Maison de la Literie/Rica Lewis Jeans |
| 2003-2004     | Maison de la Literie/ Gorenje         |
| 2004-2007     | Rica Lewis Jeans/ Gorenje             |
| 2007-2008     | Takara/ City Sport                    |
| 2008-2009     | Takara/ Ubaldi.com                    |
| 2009-2010     | Takara/ Nasuba Express                |
| 2010-2011     | Takara/ Mad-Croc                      |
| 2011-2018     | Mutuelles du Soleil                   |
| 2018-2019     | Fonds de Dotation OGC Nice            |
| 2019-presente | Ineos                                 |

## Estadio

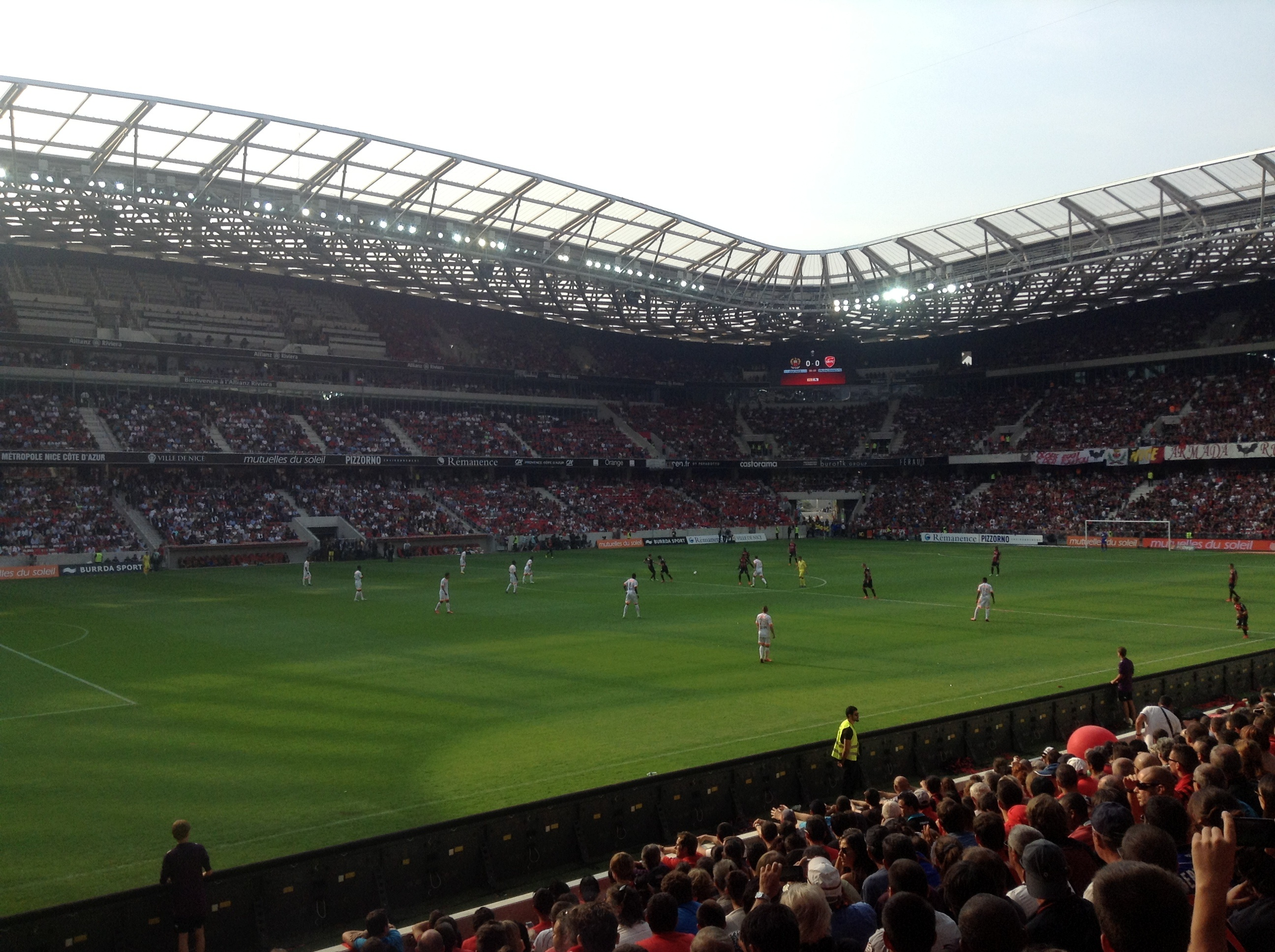
Interior del Allianz Riviera.

El OGC Niza ha contado con dos estadios a lo largo de su historia. El Stade du Ray fue inaugurado en 1927 y utilizado hasta 2013. Debido a su poca capacidad. Desde entonces ejerce de local en el Allianz Riviera. Posee un aforo para 35 000 espectadores.
OGC Nice jugó su primer partido en el Allianz Riviera el 22 de septiembre de 2013 contra Valenciennes (4-0), con motivo de la 6 ª jornada de la temporada 2013-2014 en la Ligue 1. El delantero argentino Darío Cvitanich es el primer goleador de Niza en marcar en la nueva arena. El récord de asistencia actual es de 35.596 espectadores durante el partido OGC Nice - AS Saint-Etienne (2-0) el 7 de mayo de 2016.

## Rivalidades

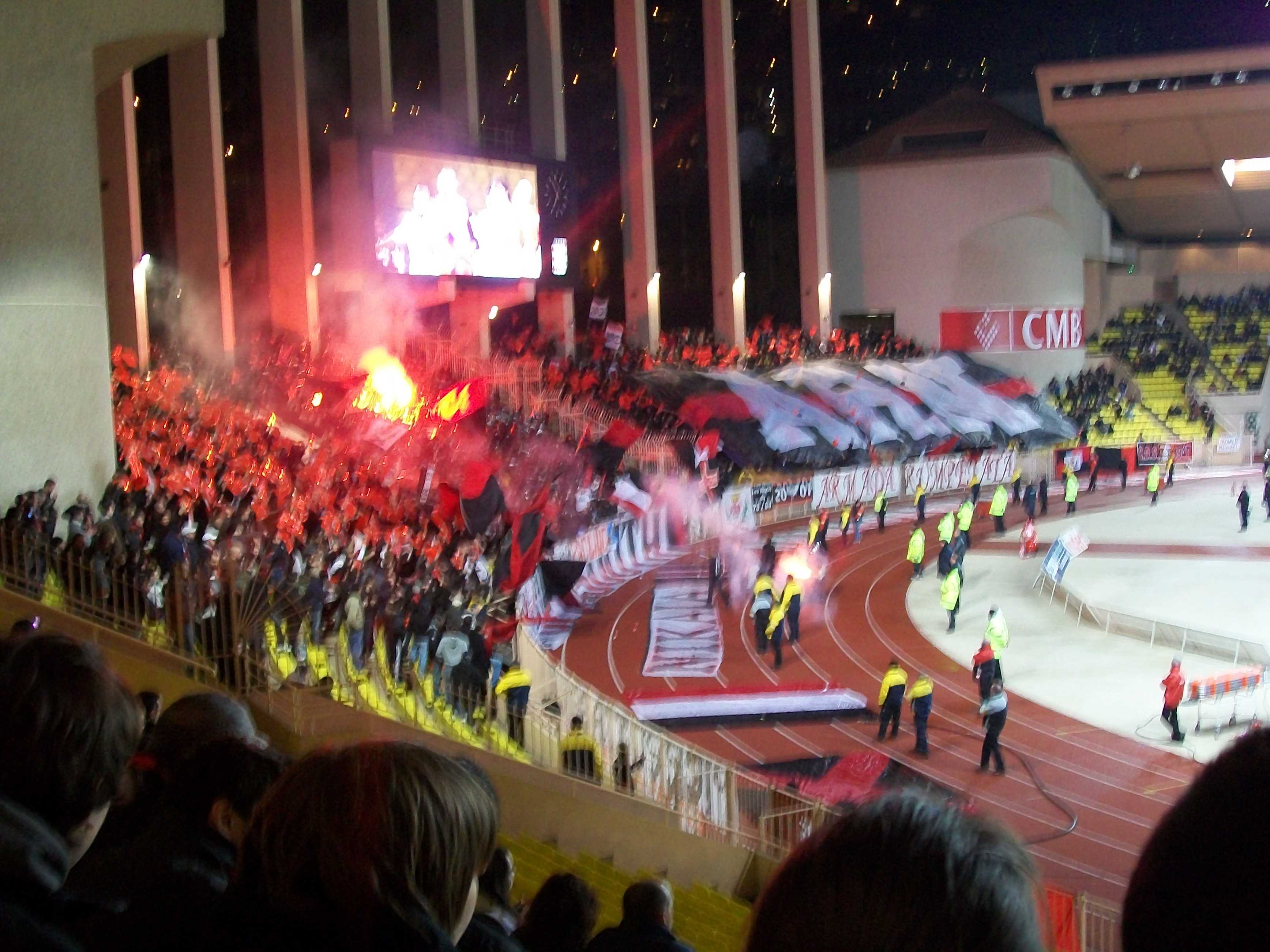
Aficionados del Niza en el Stade Louis II durante un derbi en enero de 2010.

El Derby de la Côte d'Azur (en castellano: «derbi de la Costa Azul») es el nombre que recibe el partido de fútbol y la rivalidad entre los equipos franceses del AS Monaco y el OGC Niza. Ambos son los dos equipos más importantes y exitosos de la Costa Azul francesa, que es de donde deriva el nombre de la rivalidad.
También mantiene una rivalidad con SC Bastia.

## Himno
- Himnos y cánticos del Equipo

## Datos del club
- Temporadas en 1ª: -
- Temporadas en 2ª: -
- Mayor goleada conseguida: Niza 8-0 Rennes (Temporada 48-49) y Niza 8-0 Sedan (Temporada 57-58).
- Mayor goleada encajada: Sedan 8-1 Niza (Temporada 72-73).
- Mejor puesto en la liga: 1º (1951, 1952, 1956 y 1959).
- Peor puesto en la liga: -

### Jugadores con más partidos disputados
| Pos. | Jugador              | Partidos |
| ---- | -------------------- | -------- |
| 1°   | Francis Isnard       | 433      |
| 2°   | Roger Jouve          | 303      |
| 3°   | Pancho González      | 296      |
| 4°   | André Chorda         | 291      |
| 5°   | Jean-Philippe Mattio | 276      |

### Máximos goleadores
| Pos. | Jugador          | Goles |
| ---- | ---------------- | ----- |
| 1°   | Joaquín Valle    | 97    |
| 2°   | Victor Nurenberg | 89    |
| 3°   | Nenad Bjeković   | 87    |
| 4°   | Charly Loubet    | 78    |
| 5°   | Just de Lafont   | 69    |

## Participaciones en competiciones Internacionales de la UEFA

### Por competencia
| Torneo                             | TJ | PJ | PG | PE | PP | GF | GC | Dif. | Puntos |
| ---------------------------------- | -- | -- | -- | -- | -- | -- | -- | ---- | ------ |
| Liga de Campeones de la UEFA       | 3  | 18 | 7  | 4  | 7  | 32 | 32 | 0    | 25     |
| Liga Europa de la UEFA             | 6  | 30 | 11 | 0  | 19 | 39 | 52 | -13  | 33     |
| Recopa de Europa de la UEFA        | 1  | 4  | 1  | 3  | 0  | 7  | 5  | +2   | 6      |
| Copa Intertoto de la UEFA          | 2  | 6  | 1  | 2  | 3  | 5  | 7  | -2   | 5      |
| Liga Europa Conferencia de la UEFA | 1  | 0  | 0  | 0  | 0  | 0  | 0  | 0    | 0      |
| Total                              | 12 | 58 | 20 | 9  | 29 | 83 | 96 | -13  | 69     |

## Palmarés
Nota: en negrita competiciones vigentes en la actualidad.
Torneos nacionales (8)
| Competición nacional              | Títulos                             | Subcampeonatos             |
| --------------------------------- | ----------------------------------- | -------------------------- |
| Primera División de Francia (4/3) | 1950-51, 1951-52, 1955-56, 1958-59. | 1967-68, 1972-73, 1975-76. |
| Copa de Francia (3/2)             | 1951-52, 1953-54, 1996-97.          | 1977-78, 2021-22.          |
| Supercopa de Francia (1/3)        | 1970.                               | 1956, 1959, 1997.          |
| Copa de la Liga (0/1)             |                                     | 2005-06.                   |
|                                   |                                     |                            |
| Ligue 2 (4)                       | 1947-48, 1964-65, 1969-70, 1993-94. |                            |
| Championnat National (2)          | 1984-85, 1988-89.                   |                            |

## Personal Administrativo
- Presidente: Gauthier Ganaye
- Director General: Patrick Governatori
- Asistente del Director General: Eric Dellacasa
- Director Ejecutivo: Pascale Marrel
- Director Comercial: Frédéric Larue
- Director de Comunicaciones: Virginie Rossetti
- Director de Mercadotecnia: Frédéric Mattéi
- Director de Seguridad: André Bloch
- Director Técnico: René Marsiglia